# Phoma statices
Phoma statices är en lavart som beskrevs av Tassi 1898. Phoma statices ingår i släktet Phoma, ordningen Pleosporales, klassen Dothideomycetes, divisionen sporsäcksvampar och riket svampar.   Inga underarter finns listade i Catalogue of Life.